# Sains-lès-Pernes
Sains-lès-Pernes je francouzská obec v departementu Pas-de-Calais v regionu Hauts-de-France. Žije zde 303 obyvatel.

## Geografie

### Sousední obce
| Růžice kompasu | Fiefs   |                  | Sachin | Růžice kompasu |
| Růžice kompasu | Boyaval | Sever            | Pressy | Růžice kompasu |
| Růžice kompasu | Boyaval | Sains-lès-Pernes | Pressy | Růžice kompasu |
| Růžice kompasu | Boyaval | Jih              | Pressy | Růžice kompasu |
| Růžice kompasu | Hestrus | Tangry           |        | Růžice kompasu |